# Alpinophragmium
Alpinophragmium es un género de foraminífero bentónico la familia Coscinophragmatidae, de la superfamilia Coscinophragmatoidea, del suborden Biokovinina y del orden Loftusiida. Su especie tipo es Alpinophragmium perforatum. Su rango cronoestratigráfico abarca el Triásico superior.

## Discusión
Clasificaciones previas incluían Alpinophragmium en el suborden Textulariina y en el orden Textulariida.

## Clasificación
Alpinophragmium incluye a la siguiente especie:
- Alpinophragmium perforatum